# 21437 Georgechen
21437 Georgechen è un asteroide della fascia principale. Scoperto nel 1998, presenta un'orbita caratterizzata da un semiasse maggiore pari a 2,6367860 UA e da un'eccentricità di 0,1894949, inclinata di 12,36899° rispetto all'eclittica.